# Buhinyuza
Buhinyuza è un comune del Burundi situato nella provincia di Muyinga con 54.482 abitanti (censimento 2008).

## Geografia antropica

### Suddivisioni amministrative
Il comune è suddiviso in 25 colline.